# Kosmos 2359
Kosmos 2359, ruski izviđački satelit, digitalni fotoizviđač, iz programa Kosmos. Vrste je Jantar-4KS1M (Neman br. 14L).
Lansiran je 25. lipnja 1998. godine u 14:00 s kozmodroma Bajkonura (Tjuratam) u Rusiji. Lansiran je u nisku orbitu oko planeta Zemlje raketom nosačem Sojuz-U 11A511U. Orbita mu je bila 237 km u perigeju i 304 km u apogeju. Orbitna inklinacija bila mu je 64,91°. Spacetrackov kataloški broj je 25376. COSPARova oznaka je 1995-039-A. Zemlju je obilazio u 89,92 minute. Pri lansiranju bio je mase kg. 
Deorbitirao je 12. srpnja 1999. godine.

## Vanjske poveznice
- N2YO.com Search Satellite Database
- Celes Trak SATCAT Format Documentation (engl.)
- Kunstman  Arhivirana inačica izvorne stranice od 12. kolovoza 2019. (Wayback Machine) Satellites in Orbit (engl.)